# Spamhaus
Spamhaus je neprofitna, mednarodna organizacija s sedežem v Veliki Britaniji (London) ter Švici (Geneva). Ime izvira iz nemškega jezika (Spam/nezaželena elektronska pošta, Haus/hiša).

## Splošno o organizaciji
Spamhaus se kot neprofitna organizacija bori proti nezaželena e-pošti na internetu. Nezaželena elektronska pošta-(spam) je namenjena večjemu številu prejemnikov z namenom vsiljevanja določene vsebine . Večina nezaželene pošte je povezana z oglaševanjem raznih izdelkov in storitev, ki pa imajo dvomljivo kvaliteto ali pa bi jih prodajalci radi podtaknili kupcu. Prav tako je lahko v elektronsko sporočilo, v obliki priponke pripet računalniški virus, ki se navadno naloži ob odprtju priponke. Mnogokrat pa je povezana tudi z raznimi goljufijami. Nezaželena pošta predstavlja okoli 80 % svetovnega prometa elektronske pošte. Ljudje vsakodnevno prejemamo oglase v papirnati obliki vendar nam to ne onemogoča komunikacije, medtem ko se lahko pri »spamu«  - zaradi ogromnega števila pošte, pomembna sporočila spregledajo, lahko se upočasni tudi delovanje strežnika. Zaradi tega je potrebno namestiti učinkovite filtre, ki to pošto prepoznajo in izločijo.
Spamhause zbira (na podlagi prijav uporabnikov) elektronske naslove iz potencialno nezaželenih virov. Organizacija na ta način razvija sezname škodljivih elektronskih naslovov (blacklist), ki jih lahko strežniki uporabljajo kot filter za prepoznavanje nezaželene pošte. Prav tako ustvarjajo sezname dovoljenih oziroma legitimnih naslovov (whitelist). Na podlagi Spamhausovih seznamov je mogoče prepoznati kar 80 odstotkov nezaželene elektronske pošte.
Organizacijo je ustanovil Steve Linford, leta 1998 z namenom izsleditve pošiljateljev nezaželene elektronske pošte in s preostalimi aktivnostmi, ki se prav tako navezujejo na nezaželeno in nevarno elektronsko pošto. Sodelujejo z varnostnimi organizacijami po svetu ter policijo. V organizaciji deluje 38 preiskovalcev, forenzikov in računalniških inženirjev, ki delujejo v 10 državah po svetu. Kot neprofitna organizacija nima delničarjev. Vse storitve, ki jih ponuja Spamhaus, so na voljo javnosti brezplačno. Spamhaus nima nobene poslovne dejavnosti ali kakršnega koli poslovanja, ne prodaja nobenih storitev ali izdelkov in ne prevzema nobenih komercialnih pogodb.
Spamhausovi svetovno znani proti-spamovski programi (blocklists), trenutno skrbijo za preko 3 milijarde e-poštnih nabiralnikov. Podatke, ki jih zagotavlja organizacija Spamhause uporabljajo; uporabniki korporacij, univerz, vlad in vojaških medmrežij.
Spamhaus je ena izmed organizacij, ki pomaga pri odkrivanju organiziranih skupin, ki so odgovorne za razpošiljanje neželene elektronske pošte ali sodelujejo v prevarah, prav tako pomagajo pri zbiranju elektronskih dokazov iz lastne baze podatkov in profiliranju osumljencev. Spamhause posreduje bazo podatkov - ROKSO (register znanih »spam« operacij),  ki združuje informacije in dokaze o vsakem dejanju nezaželene pošte, da bi pomagali organom pregona. Informacije o pošiljateljih neželene elektronske pošte, njihovih vzdevkih in družbah, ki jih uporabljajo za pridobitev računov ISP (ponudnik internetnih storitev), njihovih metodah in zgodovini, so namreč bistvenega pomena pri zagotavljanju ustrezne zaščite internetnih omrežij.
Spamhausovo omrežje z 80 javnimi DNSBL strežniki lociranimi v 18 različnih držav, je na voljo uporabnikom brezplačno. Za zadovoljitev javnega povpraševanja po svojih DNSBL-jih, je Spamhaus zgradil eno največjih DNS infrastruktur na svetu.

## Pomembni mednarodno priznani partnerji
- Organizacija pri reševanju problemov povezanih s širjenjem neželene elektronske pošte sodeluje z različnimi partnerji, najpogosteje z :

- FBI (Federal Bureau of Investigation)
- NCFTA (National Cyber-Forensics and Training Aliance)
Povpraševanje po storitvah Spamhaus organizacije je v zadnjih letih drastično naraslo, osnovala pa so se tudi strateška partnerstva med katere spadata Spamhaus Logistic Corporation (SLC) in Spamhaus Technology (SPAMTEQ).

## Spamhause je za svoje delo prejela tudi mednarodno priznane nagrade:
- Cyber Crime Fighter Award (podeljeno s strani FBI)
- Internet Hero Award (podeljeno s strani ISPA)
- Greatest Contribution to anti-spam in the last 10 years (podeljeno s strani Virus Buletin Magazine)

## Zanimivost
Marca leta 2013 se je zgodil silovit DDoS-napad na spletno stran Spamhaus, ki so ga tuji mediji povzeli kot največji internetni napad v zgodovini. Predvideva se, da je za napad odgovorno nizozemsko podjetje Cyberbunker, ki je znan nasprotnik Spamhausa.